# Покровська волость (Катеринославський повіт)
Покровська волость — історична адміністративно-територіальна одиниця Катеринославського повіту Катеринославської губернії.
Станом на 1886 рік складалася з 4 поселень, об'єднаних 4 сільських громад. Населення — 3661 особа (1847 чоловічої статі та 1814 — жіночої), 605 дворових господарств .
|                  | Площа, десятин | У тому числі орної, дес. |
| ---------------- | -------------- | ------------------------ |
| Сільських громад | 4543           | 3630                     |
| Приватних осіб   | 34418          | 3802                     |
| Іншої власності  | 120            | 60                       |
| Загалом          | 39081          | 7492                     |

Найбільше поселення волості:
- Покровське — слобода при річці Підпільна в 140 верстах від повітового міста, 1593 особи, 301 двір, православна церква, школа, 2 лавки, ярмарок, за 1½ версти — винокурний завод, за 4 версти  — цегельний завод, за 10 верст — поштова станція.